# I-124 (sous-marin)
Le sous-marin japonais I-124  (イ-124) est un submersible de la marine impériale japonaise de la classe I-121 (伊百二十一型潜水艦, I-hyaku-ni-jū-ichi-gata sensuikan) ou type Kiraisen (機雷潜型潜水艦, Kiraisen-gata sensuikan) en service durant la Seconde Guerre mondiale.
Il a servi pendant la deuxième guerre sino-japonaise et la deuxième guerre mondiale. Durant ce dernier conflit, il a mené des opérations de soutien à l'invasion japonaise des Philippines et a été coulé lors d'opérations de lutte contre les navires au large de l'Australie en janvier 1942.
Après avoir été renuméroté I-124 en 1938, le numéro I-24 a été attribué à un sous-marin ultérieur qui a également servi pendant la Seconde Guerre mondiale.

## Conception
Les quatre sous-marins de la classe I-121 – I-21, I-22, I-23 et I-24, renommés respectivement I-121, I-122, I-123 et I-124 le 1er juin 1938,,, étaient les seuls sous-marins mouilleur de mines de la marine impériale japonaise. Leur conception était basée sur celle du sous-marin mouilleur de mines U-125 de la marine impériale allemande, un sous-marin de type UE II qui était le plus grand des sept sous-marins allemands transférés à l'empire du Japon en tant qu'indemnité de guerre après la Première Guerre mondiale et qui a servi dans la marine impériale japonaise sous le nom de O-6 de 1920 à 1921. Comme le UB-125, les sous-marins de type Kiraisen étaient équipés de deux moteurs diesel d'une puissance combinée de 2 400 chevaux (1 790 kW), pouvaient transporter 42 mines et possédaient quatre tubes lance-torpilles et un canon de pont unique de 140 mm sur les sous-marins japonais par opposition à un canon de 150 mm sur l'UB-125. Par rapport au sous-marin allemand, ils étaient plus grands - 3 m de plus, et déplaçaient 220 tonnes de plus en surface et 300 tonnes de plus en immersion - et avaient une plus grande portée en surface - 970 milles nautiques (1 800 km) plus loin à 8 noeuds (15 km/h) et immergée - 5 milles nautiques (9,3 km) plus loin à 4,5 nœuds (8,3 km/h). Ils étaient 0,2 nœud (0,37 km/h) plus lent que le UB-125, à la fois en surface et en immersion, transportaient deux torpilles de moins et ne pouvaient plonger qu'à 61 m (200 pieds), contre 76 m (250 pieds) pour le UB-125.

## Construction et mise en service
Commandé sous le nom de sous-marin n° 52, le I-124 est construit par le chantier naval Kawasaki à Kobe, au Japon, et mis sur cale le 17 avril 1926 sous le nom de sous-marin mouilleur de mines I-24. Il a été lancé le 12 décembre 1927 et a été achevé et mis en service le 10 décembre 1928. Il est commissionné le 10 décembre 1928.

## Histoire du service

### Début de service
Lors de sa mise en service, le I-24 a été affecté au district naval de Yokosuka et affecté à la 9e division de sous-marins de l'unité de garde de Yokosuka. Le 25 mai 1935, après que son navire-jumeau (sister ship), le I-23, il a subi des dommages à ses ballasts principaux alors que le I-23 et le I-24 effectuaient des essais de plongée en profondeur, le I-24 a été mis hors service le 25 novembre 1935 pour que ses ballasts principaux soient renforcés. En 1936, la profondeur de plongée prévue des quatre sous-marins de sa classe a été limitée à 55 m.

### Deuxième guerre sino-japonaise
Le 7 juillet 1937 a eu lieu le premier jour de l'incident du pont Marco-Polo, qui a marqué le début de la seconde guerre sino-japonaise. En septembre 1937, la 9e division de sous-marins, composée du I-24 et de son navire-jumeau le I-23, s'est installée sur une base à Tsingtao, en Chine, et a commencé à opérer dans les eaux du nord de la Chine dans le cadre d'un blocus japonais de la Chine. En décembre 1937, le croiseur léger Kuma est arrivé à Tsingtao pour servir de navire amiral du 3e escadron de sous-marins, qui comprenait la 13e division de sous-marins (composée du I-21 et du I-22) ainsi que la 9e division de sous-marins (I-23 et I-24).
Le 1er juin 1938, le I-24 est renuméroté I-124, libérant ainsi son ancien numéro pour le nouveau sous-marin I-24, dont la quille a été posée cette année-là. Dans un effort pour réduire les tensions internationales liées au conflit en Chine, le Japon a retiré ses sous-marins des eaux chinoises en décembre 1938, et le I-123 est retourné au Japon.

### 1939–1941
Au milieu de l'année 1940, le I-124 et ses trois navires-jumeaux - qui, comme lui, avaient été renumérotés le 1er juin 1938, le I-21 devenant le I-121, le I-22 devenant le I-122 et le I-23 devenant le I-123 - ont été transformés en sous-marins ravitailleurs. Conservant leurs capacités de pose de mines et de torpilles, ils ont été modifiés pour que chacun d'entre eux puisse transporter 15 tonnes d'essence d'aviation avec lesquelles il est possible de ravitailler les hydravions, ce qui permet aux hydravions d'étendre leur rayon d'action lors des missions de reconnaissance et de bombardement en allant à la rencontre des sous-marins dans les ports et les lagunes pour obtenir plus de carburant.
Du 7 au 9 avril 1941, le I-123 a temporairement remplacé le I-124 comme navire amiral de la 9e division de sous-marins. Le 1er mai 1941, le I-124 était basé à Kure et sa division, la 9e division de sous-marins, était subordonnée au 6e escadron de sous-marins, qui relevait à son tour de la 6e Flotte. Le I-123 est redevenue le navire amiral de la 9e division de sous-marins le 2 août 1941.
En novembre 1941, alors que la marine impériale japonaise commençait à se déployer en prévision du conflit imminent dans le Pacifique, le 3e escadron de sous-marins faisait partie de la 3e Flotte. Au cours de ce mois, les I-123 et I-124, sous le commandement du capitaine de corvette Kishigami Koichi, ont quitté le Japon pour Samah sur l'île Hainan en Chine, où le I-124 est arrivé le 27 novembre 1941 en compagnie du ravitailleur de sous-marins Chōgei. Il a reçu le message "Escaladez le mont Niitaka 1208" (en japonais : Niitakayama nobore 1208) de la Flotte Combinée le 2 décembre 1941, indiquant que la guerre avec les Alliés commencerait le 8 décembre 1941, heure du Japon (7 décembre 1941 de l'autre côté de la ligne internationale de changement de date à Hawaii, où la guerre commencerait avec l'attaque du Japon sur Pearl Harbor).

### Seconde Guerre mondiale

#### Première patrouille de guerre
Le 7 décembre 1941, le I-124 a posé 39 mines de type 88 Mark 1 au large de la baie de Manille aux Philippines; l'une de ces mines a coulé le 10 janvier 1942 le Daylite, un cargo de 1 976 tonneaux battant pavillon panaméen; le I-124 s'est ensuite rendu dans une zone au sud-ouest de l'île Lubang pour fournir des bulletins météorologiques et se tenir prêt à secourir les équipages d'avions japonais abattus lors de frappes aériennes sur Manille lancées depuis Formose après le début des hostilités.
Le 8 décembre 1941, la Seconde Guerre mondiale a éclaté en Asie de l'Est. Le 10 décembre 1941, le I-124 torpille et coule le cargo britannique Hareldawns de 1 523 tonneaux - qui faisait route de Hong Kong à Singapour - à 8 milles nautiques (15 km) au large de l'ouest de Luçon et fait prisonnier son capitaine. Il termine sa patrouille par son arrivée dans la baie de Cam Ranh en Indochine française occupée par les Japonais le 14 décembre 1941.

#### Seconde patrouille de guerre
Le 18 décembre 1941, le I-124 repartit de la baie de Cam Ranh pour commencer sa deuxième patrouille de guerre. Le 22 décembre, il patrouillait à l'entrée de la baie de Manille, puis il se dirigea par le détroit de Mindoro vers la mer de Sulu. Réaffecté avec les I-121, I-122 et I-123 au groupe de sous-marins "A" le 26 décembre 1941, il termina sa patrouille sans incident le 31 décembre 1941, arrivant à Davao, nouvellement capturée, sur Mindanao en compagnie du I-122. Le reste du 6e escadron de sous-marins - I-121, I-123 et le Chōgei - les rejoignit bientôt.

#### Troisième patrouille de guerre
Le 6e escadron de sous-marins a reçu l'ordre d'opérer ensuite dans la mer de Flores et le détroit de Torres au nord de l'Australie. Le 10 janvier 1942, les quatre sous-marins ont quitté Davao, commençant la troisième patrouille de guerre du I-124.Le I-124 a atteint sa zone de patrouille au large de l'entrée ouest du détroit de Clarence au large du Territoire du Nord en Australie  le 14 janvier 1942. Ce jour-là, il aperçut le croiseur lourd USS Houston (CA-30) de la marine américaine et les destroyers USS Alden (DD-211) et USS Edsall (DD-219), qui revenaient en Australie après un ratissage dans la mer de Banda, mais ne parvinrent pas à gagner une position d'attaque. Le 16 janvier, il posa 27 mines près de Darwin, en Australie. Quatre mines japonaises qui s'étaient échouées près de Darwin le 11 février 1942 ont peut-être été posées par le I-124.
Le 18 janvier 1942, le Houston rapporta avoir aperçu deux sous-marins japonais - probablement le I-123 et le I-124 - à 180 milles nautiques (330 km) à l'ouest de Darwin. Le 19 janvier à 17h40, le I-124 rapporta l'arrivée à Darwin de trois transports alliés escortés par un destroyer. Il a répété le rapport à 22h36, ce qui est la dernière fois que les Japonais ont eu de ses nouvelles. Des brise-code alliés ont intercepté le signal et ont averti les forces alliées que le I-124 était au large de Darwin.

#### Perte
Le 20 janvier 1942, le navire jumeau du I-124 a mené une attaque à la torpille sans succès dans le golfe de Beagle, à 40 milles nautiques (74 km) à l'ouest de Darwin, à la position géographique de 12° 08′ S, 130° 10′ E, contre le pétrolier USS Trinity (AO-13) de la flotte de la marine américaine, escorté par le Alden et le Edsall. Le Trinity a aperçu le sillage de trois des torpilles du I-123 et a signalé l'attaque, après quoi le Alden a effectué une attaque à la grenade de profondeur. Le Alden perdit bientôt le contact avec le I-123, qui s'en sortit indemne et quitta la zone. Les Trinity, Alden et Edsall poursuivirent leur voyage et atteignirent Darwin en toute sécurité.
Lorsque la nouvelle de l'attaque parvint à Darwin, les corvettes HMAS Deloraine, HMAS Lithgow (J206), et HMAS Katoomba de la Royal Australian Navy prirent la mer pour rechercher le I-123. Le Deloraine arriva le premier à proximité de l'attaque. Entre-temps, le I-124 était également arrivé dans le secteur, et il a tiré une torpille sur le Deloraine à 13h35. Le Deloraine a viré à tribord et la torpille est passée à 3 mètres derrière lui, en se rapprochant de son sillage. Après que le Deloraine ait établi un contact asdic sur le I-124 à 13h38 et largué six grenades sous-marines à 13h43, il a aperçu des bulles d'air et de pétrole à la surface après l'attaque. Après que le Deloraine ait largué d'autres grenades sous-marines, le I-124 a brièvement fait une embardée à la position géographique de 12° 07′ S, 130° 09′ E, exposant son étrave et son périscope, descendant de 5 degrés par la poupe et inclinant de 20 degrés sur bâbord. Avant que le I-124 ne soit à nouveau complètement immergé, une charge sous-marine provenant du lanceur de charges sous-marines bâbord du Deloraine a atterri à 3 mètres de son périscope, et un hydravion Vought OS2U Kingfisher de l'US Navy provenant du porte-avions USS Langley (AV-3) est arrivé sur les lieux et a largué une bombe au même endroit. A 13h56, le Deloraine a de nouveau chargé le sous-marin stationnaire en profondeur, puis a noté la présence de pétrole, de bulles et de particules de TNT à la surface. A 14h30, il a établi un autre contact sous-marin au sud-est et y a mené deux autres attaques, étendant la dernière de ses charges en profondeur et notant la présence de pétrole et de bulles remontant à la surface.
Le Lithgow a relevé le Deloraine sur les lieux à 17h10. A 18h39, le Lithgow avait effectué sept attaques, utilisant ses 40 grenades sous-marines, et il a observé du gazole et des bulles à la surface. Le Katoomba est arrivé à 17h48 et a déployé un grappin pour traîner le fond pour accrocher le I-124. Le Alden et le Edsall rejoignirent les navires australiens à 18h59, le Edsall détecta un contact au bord de la nappe de pétrole et lança cinq grenades sous-marines à 19h40, notant trois explosions, le Alden attaqua son propre contact après 19h55.
Le Deloraine, qui avait quitté la zone, revint à 3h05 le 21 janvier 1942 et fit une autre détection de sous-marin, qu'il attaqua à trois reprises. Le navire de défense anti-barrage HMAS Kookaburra le rejoignit et commença une série de tentatives pour localiser le I-124 au fond de l'océan. Le Katoomba, qui avait également quitté les lieux, revint vers 11h55, mais à midi, le temps dans la zone se détériora et aucune autre attaque n'eut lieu. Le Deloraine affirma que deux sous-marins avaient été coulés et le Katoomba en réclama un. En réalité, le I-124 était le seul sous-marin présent, et il fut le premier navire de guerre japonais coulé par la Marine royale australienne et le quatrième sous-marin japonais perdu pendant la Seconde Guerre mondiale.
Le 26 janvier 1942, le Kookaburra est revenu sur les lieux avec une équipe de 16 plongeurs de l'US Navy, à bord du sous-marin USS Holland (AS-3). Les quatrième et cinquième plongeurs ont identifié un grand sous-marin au fond de la mer, dont une écoutille avait apparemment été ouverte par l'explosion. Les plongeurs ont noté la position de l'épave comme suit: 12° 03′ S, 130° 09′ E.
Les Japonais ont rayé le I-124 de la liste de la marine le 30 avril 1942.

## Tentative de sauvetage et de protection en tant que tombeau de guerre
Le I-124 est entouré de controverses depuis sa perte. Pendant la Seconde Guerre mondiale, on a prétendu que deux sous-marins avaient été perdus lors des opérations au large de Darwin, que l'équipage du Herr était resté en vie pendant un certain temps et que des plongeurs avaient entendu l'équipage se déplacer à l'intérieur de sa coque. Plus tard, des sources japonaises et américaines ont rapporté que "le I 124, avec son commandant de division Keiyu Endo, a embarqué et coulé avec tous ceux qui étaient à bord dans des eaux à seulement 12,2 mètres de profondeur. Des plongeurs de la marine américaine ont été envoyés à l'intérieur du sous-marin et en ont retiré les livres de codes navals, une aubaine pour les brise-code de la marine à Pearl Harbor", ce que l'archéologue maritime M. McCarthy a par la suite réfuté dans son rapport ministériel non publié, lequel a été publié avec des informations supplémentaires, y compris des détails sur l'équipage japonais par l'historien Tom Lewis dans son livre Sensuikan I-124, qui a ensuite été réédité sous le nom de Darwin's Submarine I-124.
McCarthy et Lewis ont expliqué comment le sous-marin a effectivement fait l'objet de tentatives de plongée peu après l'action, les marines australienne et américaine essayant toutes deux d'y accéder pour récupérer des livres de codes. Cependant, les premières plongées n'ont pas eu lieu dans l'épave, et les plongées ont ensuite été réduites parce que le raid aérien japonais sur Darwin le 19 février 1942 a fait paraître trop dangereux d'ancrer des navires au-dessus du site pour soutenir les plongeurs.
Bien que les proches de l'équipage aient tenté d'organiser la récupération des restes de l'équipage en vue de leur incinération conformément à la coutume japonaise, le I-124 est resté intact jusqu'en 1972, date à laquelle son emplacement a été redécouvert après six semaines de recherches. Trade Winds Ltd. et Lincoln Ltd. Salvage Company (T&L Salvage) des Nouvelles-Hébrides ont acheté les droits de sauvetage du sous-marin au gouvernement australien. L'épave a été retrouvée pratiquement intacte par 48 mètres de fond, avec plusieurs trous près de la tour de contrôle et au moins une écoutille "soufflée". La société de sauvetage a estimé que le sous-marin transportait de grandes quantités de mercure lorsqu'il a coulé, et a proposé de vendre l'épave et les restes de son personnel au gouvernement japonais pour 2,5 millions de dollars australiens. Le consul général du Japon en Australie a informé T&L Salvage que toute opération de sauvetage nécessitait l'approbation du gouvernement japonais, qu'il n'était pas disposé à donner car il considérait le site comme un lieu de guerre. Le gouvernement australien a constaté qu'il ne détenait légalement aucun contrôle sur le sous-marin naufragé. L'affaire a été compliquée par des luttes intestines au sein de la société de sauvetage, qui ont conduit à une scission en avril 1973, lorsqu'un des sauveteurs a menacé de larguer des explosifs sur le sous-marin si une décision japonaise tardait à venir. La controverse a suscité une grande attention médiatique. Les deux groupes de sauvetage ont tenté de revendiquer le droit au sauvetage du I-124, mais ont retiré leurs revendications à la fin de 1974, l'un de leur plein gré, l'autre sous la pression du gouvernement australien, qui était venu se joindre aux Japonais pour considérer le naufrage comme un grave problème de guerre.
En décembre 1976, la question du I-124 a été soulevée au Parlement australien lors de la discussion d'un projet de loi visant à protéger toutes les épaves de navires dans les eaux australiennes. Le projet de loi a été promulgué sous le nom de "Loi sur les naufrages historiques" à la fin de 1976. Le sauveteur, Harry Baxter, a mis à exécution une menace d'utiliser des explosifs sur l'épave, endommageant la tour de contrôle et provoquant le détachement de sa partie arrière. En réponse, le I-124 a été placé sous le niveau de protection renforcé offert par la législation, avec une zone d'exclusion placée autour de l'épave en juillet 1977. Les rapports de l'équipe de sauvetage ont indiqué que des mines étaient toujours transportées par le sous-marin, ce qui a conduit la Marine royale australienne à envoyer le chasseur de mines HMAS Curlew (M 1121) pour localiser et désamorcer les mines. Les plongeurs du chasseur de mines n'ont trouvé ni mines ni explosifs sur le site de l'épave.
Une enquête ultérieure sur l'épave a été menée en mars 1989 par une équipe du Western Australian Museum, dirigée par le Dr M (Mack) McCarthy à bord du navire de recherche Flamingo Bay. Au cours de l'inspection, il a été constaté que la localisation du sous-marin était incorrectement enregistrée sur les cartes, ce qui a été corrigé à la position géographique de 12° 07′ 12,328″ S, 130° 06′ 23,619″ E, un point situé à 18 milles nautiques (33 km) au sud de Penguin Hill sur l'île Bathurst. Les chercheurs ont également réfuté les rumeurs selon lesquelles un deuxième sous-marin aurait été coulé au large de Darwin au même moment, que la marine américaine aurait récupéré des livres de codes japonais de l'épave et que du mercure se trouvait à bord du I-124 lorsqu'il a coulé, raison invoquée dans les années 1970 pour l'enlèvement de l'épave. Des recherches ultérieures menées par l'historien naval Tom Lewis ont réfuté ces rumeurs, ainsi que les allégations selon lesquelles le I-124 aurait participé au naufrage du croiseur australien HMAS Sydney en novembre 1941.